# Aharon Kacir
Aharon Kacir, także: Aharon Katzir, Aharon Kacir-Kaczalski, Aharon Katchalski-Katzir (hebr. אהרן קציר, ur. 15 września 1914 w Łodzi, zm. 30 maja 1972 w Lod) – izraelski elektrochemik, pionier badań nad elektrochemią biopolimerów, profesor Uniwersytetu Hebrajskiego, laureat Nagrody Izraela (1961). Zginął w zamachu terrorystycznym. Na jego cześć nazwano krater na Księżycu.

## Życiorys
Urodził się w rodzinie Jehudy i Celli Kaczalskich w Łodzi, gdzie rodzina mieszkała do 1916, kiedy to Kaczalscy przenieśli się do Kijowa, gdzie w 1916 urodził się brat Aharona – Efraim Kacir – późniejszy prezydent Izraela. Jednak po krótkim czasie rodzina doszła do wniosku, że bezpieczniej jest w Łodzi niż w opanowanej przez rewolucję Ukrainie, w związku z czym do niej powrócili. Rodzina w latach 20. XX w. przeprowadziła się do Palestyny, tam w Jerozolimie Kaczalski  ukończył Gimnazjum Hebrajskie, a w 1932 rozpoczął studia na Uniwersytecie Hebrajskim, dołączył do Hagany.  W 1948 na zaproszenie Chaima Weizmana podjął pracę w Instytucie Naukowym Weizmana jako szef Departamentu Badań Polimerów. W 1952 został profesorem chemii fizycznej na Uniwersytecie Hebrajskim w Jerozolimie, gdzie prowadził pionierskie badania nad  elektrochemią biopolimerów, wówczas zmienił nazwisko na Katzir. W 1961 został laureatem Nagrody Izraela w dziedzinie nauk przyrodniczych, a w latach 1962–1968 pełnił funkcję prezesa Izraelskiej Akademii Nauk.
Był rozważany przez premier Izraela – Goldę Meir – do pełnienia funkcji prezydenta Izraela.
W 2005 w plebiscycie na Izraelczyka wszech czasów zajął 177. miejsce w plebiscycie Ynet na 200 największych Izraelczyków.
Zginął na lotnisku Lod w zamachu terrorystycznym (tzw. masakrze na lotnisku w Lod) zorganizowanym przez Japońską Armię Czerwoną, mającą na celu wprowadzenie komunizmu w Japonii. W zamachu zginęło 26 osób, a 80 zostało rannych.

## Upamiętnienie
- W Izraelu po śmierci Kacira wydano znaczek pocztowy poświęcony jego pamięci.
- Jeden z kraterów na Księżycu, celem upamiętnienia Kacira nazwano Katchalsky(inne języki)[1].